# Castillo de La Alberguería de Argañán
El Castillo de Alberguería de Argañán es una fortificación ubicada en la frontera entre España y Portugal. Construido aproximadamente en el siglo XIV. 

## Ubicación geográfica
El Castillo de Alberguería de Argañán está ubicado en la provincia de Salamanca, en la comunidad autónoma de Castilla y León, en la comarca de Ciudad Rodrigo. Colindando con Portugal, en la provincia de Guarda.

## Historia
En el siglo X, como consecuencia de la crisis del reino castellano-leonés, Portugal se independiza de Castilla, teniendo así para el siglo XII a Portugal como un país independiente de Castilla 
con el tratado de  Zamora, y para 1297 con el tratado de Alcañices ya había establecido una frontera definitiva entre estos dos países, con varias fortalezas ya sea como resultado de diversas incursiones de un lado de la frontera al otro, o como puestos de vigilancia.
No se tiene mucha documentación del castillo anterior al siglo XV, pero se cree que si bien se cree que ya existía para el siglo XIV, a finales del mismo siglo el rey Enrique IV concedió la jurisdicción del lugar a Alvar Pérez Osorio, yerno de Esteban Pacheco, en agradecimiento por los servicios de este último. Los primeros dueños de los que se tiene constancia son Alvar Pérez y María Pacheco, justamente a finales del siglo XIV.
En 1474 la muerte de Enrique IV enciende la chispa de un conflicto interno en Castilla en 1475 por la corona. Dados los intereses portugueses por la corona, una de las estrategias castellanas fue el control de la frontera que era fuertemente acosada, por lo que fue necesario enviar milicia a la zona. En ese mismo año los portugueses atravesaron la frontera y atacaron la ciudad, pero finalmente fueron expulsados. Durante gran parte del año 1474 hubo varias incursiones portuguesas devastadoras para la zona con el fin de hostigar a sus vecinos, saqueando y destruyendo todo a su paso.
En más de una ocasión el castillo sufrió la invasión de  los portugueses, una en 1643 a cargo de un gobernador de la región de Beira, Portugal, sin embargo esta incursión no tuvo el éxito esperado, más adelante en 1652 el municipio fue víctima de un saqueo por parte de los portugueses nuevamente, terminando en un incendio. Posteriormente, en 1660 el castillo fue tomado finalmente por los portugueses, siendo necesarios 6.000 infantes y 800 hombres a caballo. En 1664 hubo un nuevo intento de asedio y último del que se tenga constancia, ya que en 1665 el mal clima traducido en fuertes vientos y lluvias destruyó gran parte de las fortalezas fronterizas, por supuesto, afectando también al Castillo de Alberguería de Argañán.

### Usos
La función principal de la edificación era mayormente de origen administrativo como en el caso de Alvar y María, pero su carácter fronterizo creaba las condiciones para proteger la frontera de incursiones portuguesas, y además servía como puesto de vigilancia

### Actualidad
A pesar de que durante los siglos XII a XVII tuvo una importancia estratégica, al punto de ser codiciado y disputado por España y Portugal, actualmente el monumento se encuentra en ruinas y abandonado, aunque sirve como dependencias agrícolas y adicionalmente hay algunas viviendas en lo que antes fue un castillo.